# 須原屋市兵衛
須原屋 市兵衛（すはらや いちべえ）は、江戸時代の版元（出版人）である。江戸出版業界の最大手須原屋茂兵衛の暖簾分け店の一つ。号は申椒堂（しんしょうどう）。平賀源内・森島中良・杉田玄白ら蘭学者の版元として、当時として革新的な書物を多く手がけた個性派として知られる。宝暦から文化年間に活動した。日本橋室町三丁目、同二丁目、日本橋本石町四丁目、安永3年（1774年）に日本橋本町二丁目、安永4年（1775年）に日本橋北室町3丁目西側と拠点を点々とした。平秩東作の嫡子桃次郎が奉公した。

## 概要

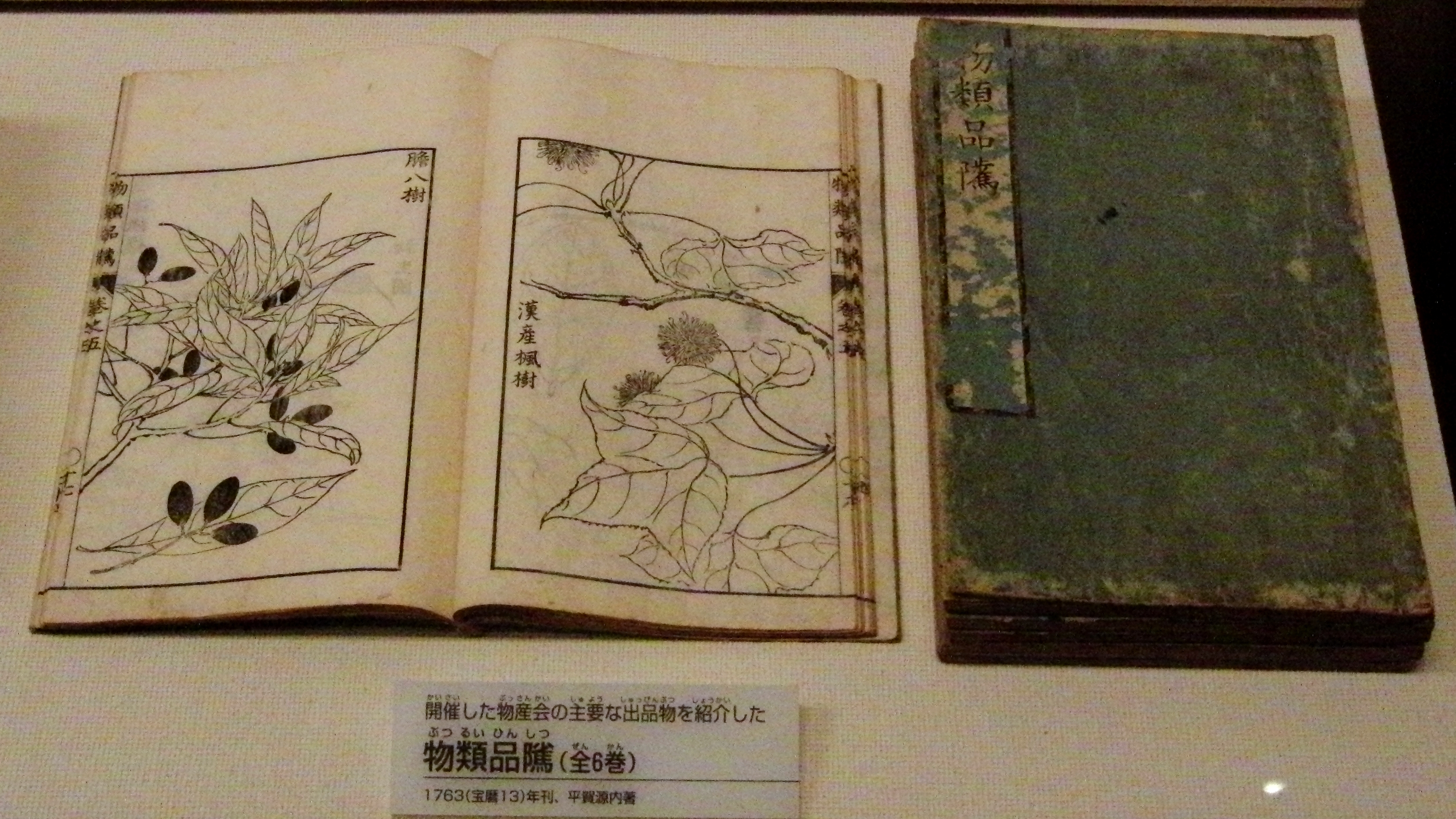
『物類品隲』。1763（宝暦13）年刊。平賀源内著。国立科学博物館の展示。

活動は日本橋室町三丁目における宝暦12年（1762年）の建部綾足著『寒葉斎画譜』の刊行に始まる。宝暦13年（1763年）には平賀源内著『物類品隲』の版元となり、源内やその周辺の蘭学者の書を多く手がけた。安永3年（1774年）には幕府の弾圧を恐れながらも『解体新書』を刊行する。寛政4年（1792年）5月16日に林子平著『三国通覧図説』が幕府に見咎められ、絶版になり版木没収及び重過料に課された。文化3年（1806年）の文化の大火で被災し、土蔵を持たなかったため大きな打撃を受けた。文化4年（1807年）の『由利稚野居鷹』、文化5年の『三七全伝南柯夢』（曲亭馬琴）を最後に単独出版が途絶え、文化8年（1811年）に二代目が死去してからは共同出版のみに携わった。文政期には経営が茂兵衛に委ねられ、三代目の死後、遂に休株となった。墓所は浅草の善龍寺。

## 歴代
1. 須原屋市兵衛（？ - 安永8年（1779年）5月6日）
2. 須原屋市兵衛宗和（？ -文化8年（1811年）6月9日）
3. 須原屋市兵衛和文（？ - 文政6年（1823年）8月9日）

## 主な有名刊行物
- 『寒葉斎画譜』（建部綾足、宝暦12年（1762年）
- 『物類品隲』（平賀源内、宝暦13年（1763年）6月）
- 『水の行方』（平秩東作、明和元年（1764年）12月）
- 『火浣布略説』（平賀源内、明和2年（1765年））
- 『寝惚先生文集』（大田南畝、明和4年（1767年））
- 『大疑録』（貝原益軒、明和4年（1767年））
- 『売飴士平伝』（大田南畝、明和6年（1769年））
- 『神霊矢口渡』（平賀源内、明和7年（1770年））
- 『解体約図』（杉田玄白、安永元年（1772年））
- 『解体新書』（杉田玄白、安永3年（1774年））
- 『絵本世都濃登起』（北尾重政画、安永3年（1774年））
- 『教訓いろは歌』（鈴木春信画、安永4年（1775年））
- 『絵本世都の時』（北尾重政画、安永4年）
- 『宇比麻奈備』（賀茂真淵、天明元年（1781年））
- 『大清広輿図』（長久保赤水）、天明5年（1785年）6月）
- 『三国通覧図説』（林子平、天明5年（1785年））
- 『当世塵劫記』（会田安明、天明6月（1786年））
- 『紅毛雑話』（森島中良、天明7年（1787年））
- 『琉球談』（森島中良、寛政2年（1790年））
- 『古今名物類聚』（松平治郷、寛政3年（1791年））
- 『略画式』（鍬形蕙斎、寛政7年（1795年））
- 『民間備荒録』（建部清庵、寛政8年（1796年））
- 『西説内科撰要』（宇田川玄随、寛政8年（1796年））
- 『機巧図彙』（細川頼直、寛政8年（1796年））
- 『魚貝譜』（鍬形蕙斎、享和2年（1802年））

## 関連作品
テレビドラマ
- 『風雲児たち〜蘭学革命（れぼりゅうし）篇〜』（2018年、NHK正月時代劇、演：遠藤憲一）
- 『べらぼう〜蔦重栄華乃夢噺〜』（2025年、NHK大河ドラマ、演：里見浩太朗）